# Komorniki Kozłowskie
Komorniki Kozłowskie – część wsi Dąbrowa Kozłowska (do 31 grudnia 2002 przysiółek) w Polsce, położona w województwie mazowieckim, w powiecie radomskim, w gminie Jastrzębia.